# Чёрная (верхний приток Камы)
Чёрная — река в России, протекает по Юрлинскому району Пермского края и Верхнекамскому и Афанасьевскому районам Кировской области. Устье реки находится в 1508 км от устья Камы по правому берегу. Длина реки составляет 38 км.
Исток реки на Верхнекамской возвышенности в Пермском крае близ границы с Кировской областью. Рядом берёт начало река Коса. Верхнее течение проходит в Пермском крае, затем река перетекает в Кировскую область, где течёт сначала по Верхнекамскому, затем по Афанасьевскому районам. Генеральное направление течения — юго-запад, течение проходит по ненаселённому лесу, притоков с именами нет. Впадает в Каму у посёлка Афонята (Борское сельское поселение).

## Данные водного реестра
По данным государственного водного реестра России относится к Камскому бассейновому округу, водохозяйственный участок реки — Кама от истока до водомерного поста у села Бондюг, речной подбассейн реки — бассейны притоков Камы до впадения Белой. Речной бассейн реки — Кама.
Код объекта в государственном водном реестре — 10010100112111100000641.